# Бриту, Карлуш Алфреду де
Ка́рлуш Алфре́ду де Бри́ту (порт. Carlos Alfredo de Brito; род. 9 февраля 1933, Португальская Восточная Африка) — португальский политик, видный деятель коммунистической партии. Участник подпольной борьбы против салазаризма. Кандидат в президенты Португалии на выборах 1980 года. Впоследствии независимый социалист. Известен также как литератор и поэт.

## Молодость подпольщика
Родился в семье португальских поселенцев в нынешнем Мозамбике. В 1936 году семья перебралась в Португалию. Жил в Алкотине, который считает этот город своей малой родиной, затем в Лиссабоне. Окончил Коммерческий институт. Занимался журналистикой и концертной самодеятельностью.
С юности Карлуш Бриту придерживался леворадикальных политических взглядов, был непримиримым противником салазаристского режима. Состоял в Португальской компартии, с 1967 года руководил коммунистическим подпольем в Лиссабоне. С 20-летнего возраста неоднократно арестовывался ПИДЕ (один из арестов производил известный своей жестокостью агент Фернанду Говейя). В общей сложности провёл 8 лет в заключении.

## В руководстве компартии
После Революции гвоздик Карлуш Бриту перешёл на положение легального коммунистического политика. В 1975 избран от ПКП в Учредительное собрание. В 1976—1991 — депутат Ассамблеи республики. Возглавлял парламентскую фракцию ПКП.
Карлуш Бриту выдвигался от ПКП на президентских выборах 1980. Однако за несколько дней до голосования Бриту объявил о снятии своей кандидатуры и призвал сторонников компартии отдать голоса Рамалью Эанешу. Тем самым были консолидированы голоса левых и левоцентристов, что позволило Эанешу одержать победу на кандидатом правого Демократического альянса Соарешем Карнейру.
В 1992—1998 Карлуш Бриту был редактором партийного органа ПКП газеты Avante!. Регулярно публиковался в журнале юридического факультета Лиссабонского университета.
В 1990-х и 2000-х годах Карлуш Бриту отошёл от ортодоксально-коммунистической идеологии, выступал за реформу ПКП. Представлял партию в дискуссии о развитии самоуправления. На президентских выборах 2006 поддерживал независимого социалиста Мануэла Алегри.

## Общественная репутация
Наряду с политической деятельностью и публицистикой, Карлуш Бриту известен как литератор и поэт. Он опубликовал несколько стихотворных сборников (наиболее известен Anotação dos Dias, poemas da prisão — тюремные поэтические зарисовки) и художественно-публицистическую прозу. Оказал помощь в написании книги об ангольской коммунистке Сите Валлиш, с которой тесно сотрудничал в начале 1970-х.
Карлуш Бриту пользуется уважением португальской общественности. 9 июня 1997 года он был награждён Большим крестом ордена Инфанта дона Энрике, а 25 апреля 2004 года возведён в Гранд-офицеры ордена Свободы. Революционная деятельность Бриту рассматривается как борьба за свободу Португалии. 80-летие Бриту в 2013 торжественно отмечалось в Алкотине.

## Семья
До 1983 Карлуш Бриту был женат на коммунистической активистке Зите Сеабра, впоследствии перешедшей из ПКП в либеральную СДП. Имеет двух дочерей.

## Сочинения

### Поэзия
- 1994 — Anotação dos Dias, poemas da prisão
- 1997 — Voz Ocasional
- 1998 — Saudades de Alcoutim
- 2004 — O Modo e os Lugares

### Проза
- 1998 — Tempo de Subversão
- 1999 — Vale a Pena ter Esperança
- 2000 — A Páginas Tantas
- 2002 — Águas do Meu Contar
- 2005 — 25 Anos que mudaram o Algarve
- 2010 — Álvaro Cunhal — Sete Fôlegos do Combatente